# 百済市場駅
百済市場駅（くだらしじょうえき）は、かつて大阪府大阪市東住吉区今林1丁目に所在した、日本国有鉄道（国鉄）の鉄道駅（貨物駅）である。
大阪市中央卸売市場東部市場の南縁部、買荷保管・積込所となっている箇所に所在した。

## 歴史
東部市場は大阪市中央卸売市場の分場として、土地や収容する業者の確保の問題に苦しみつつも、1964年（昭和39年）11月25日に開設された。東部市場は百済駅（現在の百済貨物ターミナル駅）の北に位置しており、ここから引き込み線を建設することになり、1962年（昭和37年）6月から工事が行われ、10月に蒸気機関車の牽引する貨車が入線して踏み固めを行った。しかし市場側の建設工事の遅れにより、市場自体の開業が1964年までずれこむことになり、その11月25日の開場前日となる、11月24日に駅が開業した。国鉄の営業線の扱いとして、百済駅からの営業キロは2.1 kmと設定された。駅名については議論があったが、百済駅の分駅として百済市場駅と命名された。年間19万トン、1日平均貨車39両の取り扱い予定とされた。
それまでの貨物列車に比べて所要時間を大きく短縮した鮮魚特急「ぎんりん」は、当初は大阪では大阪市場駅のみの発着で、東部市場へは本場からのトラックでの転送に頼らなければならなかった。これは市場間の競争の点で不利であり、国鉄や関係省庁に陳情を繰り返した結果、吹田操車場での入換作業のめどが付き、1969年（昭和44年）10月1日より百済市場駅にも「ぎんりん」から分割された一部の貨車が運行されるようになった。
しかし輸送体系の変化により、1984年（昭和59年）2月1日のダイヤ改正により集結式輸送方式が廃止となり、百済市場駅も同日廃止となった。

### 年表
- 1964年（昭和39年）11月24日：開業[1]。
- 1969年（昭和44年）10月1日：鮮魚特急「ぎんりん」の一部貨車の発着開始。
- 1984年（昭和59年）2月1日：廃止[1]。

## 駅構造
東部市場の南縁部に線路が敷かれ、発着線は3本、軌道総延長は2,698 mであった。百済駅（現：百済貨物ターミナル駅）からの引き込み線は東部市場の南門のやや東へカーブを描いて伸びていた。引き込み線の廃線跡は道路となっている。

## 駅周辺
- JR大和路線（関西本線）東部市場前駅
- JR貨物百済貨物ターミナル駅
- 東住吉警察署東部市場前交番
- 生野警察署林寺交番
- 東住吉東部市場内郵便局
- 今里筋
- 北今橋通
- 鳴門橋通
- 都橋通
- 鶴橋街道
- 大阪シティバス「今林東部市場前」停留所 - 今里筋沿い